# Bengtsholm
Bengtsholm är en holme på Åland (Finland). Den ligger i Skärgårdshavet och i kommunen Kökar i landskapet Åland, i den sydvästra delen av landet. Ön ligger omkring 60 kilometer öster om Mariehamn och omkring 220 kilometer väster om Helsingfors. Den ligger i den södra delen av kommunen cirka 4,5 km sydöst om huvudorten. Bengtsholm har Brändholm i norr och Ängholm i väster.
Öns area är 7,6 hektar och dess största längd är 0,5 kilometer i öst-västlig riktning. Terrängen på Bengtsholm består av berghällar. Högsta punkten är 11 meter över havet. Vegetationen består av ljung och en samt spridda bestånd av rönn och björk som är tätast i mitten av ön. På Bengtsholm finns ett hus på västra delen av ön.